# NGC 4219
NGC 4219 est une galaxie spirale située dans la constellation du Centaure. NGC 4219 a été découverte par l'astronome britannique John Herschel en 1834.

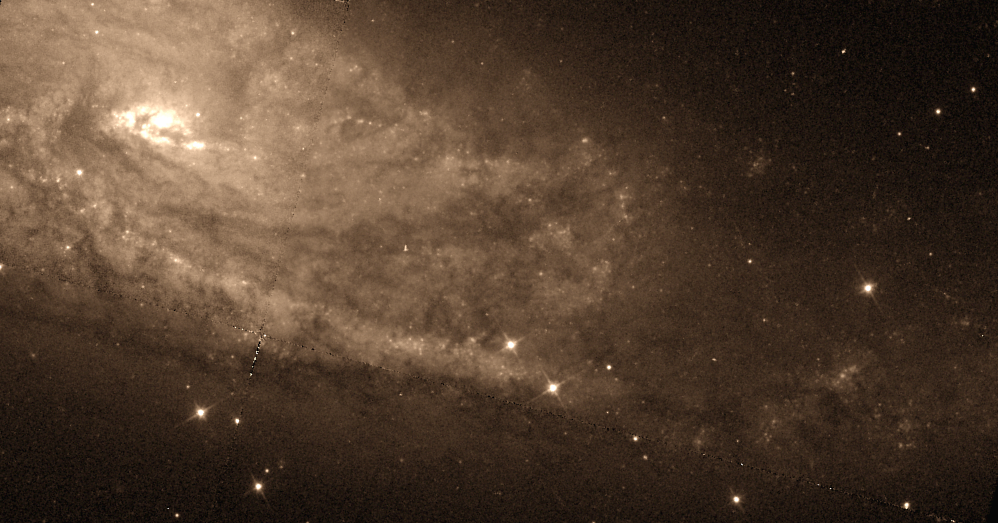
NGC 4219 par le télescope spatial Hubble.

## Caractéristiques
La classe de luminosité de NGC 4219 est II-III et elle présente une large raie HI. 

### Distance
Sa vitesse par rapport au fond diffus cosmologique est de 2 277 ± 20 km/s, ce qui correspond à une distance de Hubble de 33,59 ± 2,37 Mpc (∼110 millions d'al).
À ce jour, 16 mesures non basées sur le décalage vers le rouge (redshift) donnent une distance de 22,075 ± 2,716 Mpc (∼72 millions d'al), ce qui est nettement à l'extérieur des valeurs de la distance de Hubble. Puisque cette galaxie est relativement rapprochée du Groupe local, cette distance est peut-être plus près de sa distance réelle que la distance de Hubble. Notons que c'est avec la valeur moyenne des mesures indépendantes, lorsqu'elles existent, que la base de données NASA/IPAC calcule le diamètre d'une galaxie.

### Luminosité dans l'infrarouge
La luminosité de la galaxie NGC 4219 dans l'infrarouge lointain (de 40 à 400 µm)  est égale à 2,24 × 1010 {\displaystyle L_{\odot }} (1010,35{\displaystyle L_{\odot }}) et sa luminosité totale dans l'infrarouge (de 8 à 1 000 µm) est de 2,75 × 1010 {\displaystyle L_{\odot }} (1010,44{\displaystyle L_{\odot }}).

## Supernova
Deux supernovas ont été découvertes dans NGC 4219 : SN 2011am et SN 2011hp. 

## SN 2011am
Cette supernova a été découverte le 27 février 2011 par l'astronome amateur australien Stuart Parker,. Cette supernova était de type Ib. 

## SN 2011hp
Cette supernova a été découverte le 3 novembre 2011 par l'astronome amateur sud africain Berto Monard. Cette supernova était de type Ic.